# Famagusta (distrikt)
Famagusta eller Mağusa (grekiska: Αμμόχωστος, Ammochostos) är ett distrikt på Cypern, till största delen belägen på det turkiska området. Centralort är de facto Famagusta, medan Paralimni fungerar som centralort för den grek-cypriotiska delen. Distriktet har cirka 46 452 invånare (2011).
I Famagusta distrikt, i orten Lefkoniko, har Cyperns varmaste temperatur uppmätts, närmare bestämt 46,6 grader Celsius, den 1 augusti 2010.
Större delen av distriktet, inklusive huvudstaden, kontrolleras de facto av Norra Cypern, bara ett litet område i söder administreras av Republiken Cypern. Denna södra del av distriktet har 46 629 invånare. Den norra delen av Famagusta-distriktet motsvarar distrikten Gazimağusa och İskele.
På grund av sin ringa storlek agerar distriktsförvaltningen också som en representant för fördrivna invånare i "de facto"-zonen.
Det fanns en befolkning på 37 738 personer 2001, 44 800 2009 och 46 452 2011. Av dessa 37 016 personer. - Greker (79,7 %).
Den varmaste temperaturen på Cypern uppmättes i staden Lefkoniko i Famagusta-regionen, för att vara exakt, 46,6 Grad Celsius den 1 augusti 2010.

## Kommuner
Famagusta distrikt är indelat i sju kommuner: 
- Ayia Napa
- Akanthou
- Deryneia
- Famagusta
- Lefkoniko
- Lysi
- Paralimni